# Municipio de Russell (Ohio)
El municipio de Russell (en inglés: Russell Township) es un municipio ubicado en el condado de Geauga en el estado estadounidense de Ohio. En el año 2010 tenía una población de 5190 habitantes y una densidad poblacional de 103,48 personas por km².

## Geografía
El municipio de Russell se encuentra ubicado en las coordenadas 41°28′11″N 81°20′30″O / 41.46972, -81.34167. Según la Oficina del Censo de los Estados Unidos, el municipio tiene una superficie total de 50.15 km², de la cual 49.66 km² corresponden a tierra firme y (0.98%) 0.49 km² es agua.

## Demografía
Según el censo de 2010, había 5190 personas residiendo en el municipio de Russell. La densidad de población era de 103,48 hab./km². De los 5190 habitantes, el municipio de Russell estaba compuesto por el 96.99% blancos, el 1.23% eran afroamericanos, el 0.06% eran amerindios, el 1.04% eran asiáticos, el 0.02% eran isleños del Pacífico, el 0.27% eran de otras razas y el 0.39% pertenecían a dos o más razas. Del total de la población el 1.29% eran hispanos o latinos de cualquier raza.